# Bui Tin
Bui Tin (Thành Tín, Nhà báo Bùi Tín) né le 29 décembre 1927 à Nam Dinh, au sud de Hanoï et mort le 11 août 2018 à Montreuil (Seine-Saint-Denis), est un journaliste, ancien colonel, dissident vietnamien, exilé en France.

## Biographie
Bui Tin est le fils d’un mandarin de la cour impériale de Hué, devenu président de l'Assemblée nationale de la République démocratique du Vietnam. Bui Tin étudie au lycée français de Hué. En 1945  il intervient dans les médias en soutien à la révolution puis il  rejoint le Viet Minh. 
Il est tout à la fois militaire et journaliste de l’Armée populaire du Vietnam, sous le pseudonyme de Thanh Tin. En 1954, il est blessé lors de la bataille de Dien Bien Phu.
Il est rédacteur en chef adjoint de Nhan Dan, organe du Parti communiste vietnamien.
Après la victoire, il est déçu par le nouveau régime dont il dénonce le caractère autoritaire et l'esprit bureaucratique. En 1990, il profite d’un voyage en France, où il s'est rendu pour participer à une conférence organisée par le journal communiste L'Humanité, à Paris, pour demander l’asile politique.
En France, il passe l'essentiel de son temps à écrire sur la politique et les événements se déroulant dans son pays d’origine. Il prend à partie les dirigeants de Hanoï et multiplie les appels à une démocratisation du système politique.

## Publications
- Le Viêt-Nam au présent, Paris, Ðúöng Möi,  1992,  286 p. (avec d'autres auteurs), consultable sur Gallica.
- 1945-1999, Vietnam la face cachée du régime, traduction Marc Bloch, préface de Jean Lacouture, Paris : Éd. Kergour, 1999, 303 p.
- Following Ho Chi Minh (anglais), memoirs of a North Vietnamese colonel, London : Hurst and Cie, 1995, 202 p.